# Румыния на «Евровидении-2007»
Румыния выбрала исполнителя песни для Евровидения 2007 в национальном отборе Selecţia Naţională 2007. Национальный отбор состоял из двух полуфиналов, которые состоялись 27 января и 3 февраля и финала, прошедшего 10 февраля 2007 года. После многих скандалов и дисквалификаций, группа Todomondo стала представлять Румынию с песней Liubi, Liubi, I love you. Сначала группа была названа Locomondo, однако выяснилось, что другая группа уже использует это название, поэтому было решено изменить название новой группы. Песня Румынии на конкурсе была многоязычной: на английском, итальянском, испанском, русском, французском и румынском. Группа Todomondo состояла из шести исполнителей.
Румыния приняла участие в финале «Евровидения» 12 мая 2007 года в Хельсинки. Группа заняла тринадцатое место. До начала конкурса группа провела выступления в Кипре.

## Финал национального отбора
Selecţia Naţională 2007 — отбор на Евровидение 2007, организованный румынским телевидением. Отбор был необходим, чтобы выбрать исполнителей на Евровидение 2007. Официальным победителем отбора стала группа Locomondo со своей многоязычной песней Luibi, luibi, i love you.
Национальный финал состоял из двух полуфиналов, которые состоялись 27 января и 3 февраля и финала, прошедшего 10 февраля 2007 года. Двенадцать песен принимали участие в каждом полуфинале, топ-6 лучших проходили в финал. Конечный результат определялся голосованием телезрителей и жюри (50/50).
Сначала было 24 участника, но произошла дисквалификация, потому что песня Джулии Нахмани Make It была украдена из песни Risin Натальи Дрейтс, бельгийской певицы. Кроме того, дуэт Indiggo был также отстранён от участия в конкурсе вместе с песней Lovestruck. Причиной этого было то, что дуэт нарушил правила конкурса, не появлялся на репетициях и не отправил инструментальную версию их песни. Дуэт также пропустил съемки музыкального видео для продвижения своих песен. В самом дуэте заявили, что это было связано с концертами в США. Кроме того, их песня Lovestruck была обвинена в плагиате, но позже это обвинение было опровергнуто.
После того, как организаторами была сформирована комиссия и 5 песен были проанализированы (Nu pot sa uit, Liubi, liubi I love you, Dracula, my love, Well-o-wee, Sinada), было принято решение, что три песни были быть дисквалифицированы, потому что они использовались на концертах до 1 октября, что не допускается правилами Европейского вещательного союза. Дисквалифицированными оказались песни Well-o-wee, Dracula, My Love, Sinada. Они были удалены из списка участников перед финалом. В дополнение к дисквалификации Мариус Мога снял песню Crazy в знак протеста против дисквалификации другой песни, также написанной им (Dracula, My Love)

### 1-й полуфинал (27 января)
| Номер | Исполнитель               | Песня                    |
| ----- | ------------------------- | ------------------------ |
| 1     | Morandi и Wassabi         | Crazy                    |
| 2     | Jasmine                   | Music in my soul         |
| 3     | Spitalul de Urgenţă       | Stay united              |
| 4     | Respect                   | I Will Love You          |
| 5     | Giulia Nahmany            | Make-it*                 |
| 6     | Răduică Daniela           | Nu insista               |
| 7     | Desperado и Tony Poptămaş | Where were you           |
| 8     | New effect feat. Moni-K   | Sinada                   |
| 9     | Todomondo                 | Liubi, Liubi, I love you |
| 10    | Rednex featuring Ro-Mania | Well-o-wee               |
| 11    | Nico                      | Dulce-amăruie            |
| 12    | Gaby Huiban               | Rubber Girl              |

- Песня № 5 была дисквалифицирована, поскольку в ней был обнаружен плагиат.

### 2-й полуфинал (2-3 февраля)
| Номер | Исполнитель                    | Песня                      |
| ----- | ------------------------------ | -------------------------- |
| 1     | Moni-K                         | În lumea mea               |
| 2     | Simplu & Andra                 | Dracula, my love           |
| 3     | Tibi Scobiola                  | Nu pot să uit              |
| 4     | Nico                           | Love is all you need       |
| 5     | Celia                          | Şoapte                     |
| 6     | Ada                            | You and me                 |
| 7     | Wassabi                        | Do the tango with me       |
| 8     | Desperado и Tony Poptămaş      | European — a beautiful sin |
| 9     | Indiggo                        | Lovestruck                 |
| 10    | Ionut Ungureanu — Provincialii | Time                       |
| 11    | Trupa Veche                    | Deci 20                    |
| 12    | Marcel Pavel                   | No poder vivir             |

- Песня № 9 была дисквалифицирована за нарушение правил конкурса.

### Финал (10 февраля)
| Номер | Исполнитель                    | Песня                      | Баллы жюри | Баллы зрителей | Сумма баллов | Место |
| ----- | ------------------------------ | -------------------------- | ---------- | -------------- | ------------ | ----- |
| 1     | Nico                           | Dulce-amăruie              | 4          | 6              | 10           | 6     |
| 2     | Trupa Veche                    | Deci 20                    | 3          | 3              | 6            | 8     |
| 3     | Morandi и Wassabi              | Crazy                      | -          | -              | -            | -     |
| 4     | Marcel Pavel                   | No poder vivir             | 6          | 7              | 13           | 5     |
| 5     | Desperado и Tony Poptămaş      | Where Were You             | 12         | 5              | 17           | 2     |
| 6     | Tibi Scobiola                  | Nu pot să uit              | 5          | 4              | 9            | 7     |
| 7     | Rednex ft. Ro-Mania            | Well-o-wee                 | -          | -              | -            | -     |
| 8     | Simplu & Аndrа                 | Dracula, my love           | -          | -              | -            | -     |
| 9     | Todomondo                      | Liubi, Liubi I Love You    | 10         | 12             | 22           | 1     |
| 10    | Ionut Ungureanu — Provincialii | Time                       | 7          | 10             | 17           | 3     |
| 11    | New Effect & Moni-k            | Sinada                     | -          | -              | -            | -     |
| 12    | Desperado и Tony Poptămaş      | European — a beautiful sin | 8          | 8              | 16           | 4     |

- Песня 3 была снята с конкурса.
- Песни 7, 8, 11 были дисквалифицированы

## На «Евровидении»
Румыния автоматически прошла в гранд-финал конкурса, потому что она попала в топ-10 в прошлом году. Румынские исполнители выступали 20-ми, после Великобритании и перед Болгарией.

### Баллы, которые Румыния дала другим странам
| 12 points | MDA |
| 10 points | HUN |
| 8 points  | TUR |
| 7 points  | CYP |
| 6 points  | SRB |
| 5 points  | LAT |
| 4 points  | SLO |
| 3 points  | BLR |
| 2 points  | MKD |
| 1 point   | BUL |

| 12 points | MDA |
| 10 points | GRE |
| 8 points  | HUN |
| 7 points  | TUR |
| 6 points  | SRB |
| 5 points  | BUL |
| 4 points  | UKR |
| 3 points  | RUS |
| 2 points  | LAT |
| 1 point   | BLR |

| 12 очков          | 10 баллов | 8 баллов            | 7 баллов                            | 6 очков           |
| ----------------- | --------- | ------------------- | ----------------------------------- | ----------------- |
| - Moldova - Spain | - Andorra | - Hungary           | - France - Israel - Portugal        |                   |
| 5 баллов          | 4 балла   | 3 балла             | 2 балла                             | 1 балл            |
| - Cyprus          |           | - Austria - Ireland | - Bulgaria - GRE - Turkey - Ukraine | - Latvia - Russia |